# Rue Villehardouin
Rue Villehardouin är en gata i Quartier des Archives i Paris tredje arrondissement. Gatan är uppkallad efter den franske korsfararen och krönikören Geoffroi de Villehardouin (död under 1200-talets andra decennium). Rue Villehardouin börjar vid Rue Saint-Gilles 24 och slutar vid Rue de Turenne 56.

## Omgivningar
- Saint-Denys-du-Saint-Sacrement
- Jardin Arnaud Beltrame
- Allée Arnaud Beltrame
- Square Saint-Gilles-Grand-Veneur – Pauline-Roland
- Jardin Berthe-Weill
- Rue Barbette
- Rue de Hesse
- Impasse Saint-Claude
- Rue Saint-Claude
- Rue Sainte-Anastase
- Rue Debelleyme

## Bilder
| - Geoffroi de Villehardouin. - Gatuskylt. - Saint-Denys-du-Saint-Sacrement. - Square Saint-Gilles-Grand-Veneur – Pauline-Roland. - Jardin Berthe-Weill. |

## Kommunikationer
- Tunnelbana – linje  – Chemin Vert
- Busshållplats Turenne – Saint-Gilles – Paris bussnät, linje 29

### Webbkällor
- ”Rue Villehardouin”. Mairie de Paris. https://web.archive.org/web/20151219100733/http://www.v2asp.paris.fr/commun/v2asp/v2/nomenclature_voies/Voieactu/9808.nom.htm. Läst 20 oktober 2023.
- ”Rue Villehardouin”. Les rues de Paris. https://web.archive.org/web/20190929170525/http://www.parisrues.com/rues03/paris-03-rue-villehardouin.html. Läst 20 oktober 2023.